# 才田駅
才田駅（さいだえき）は、かつて福岡県嘉穂郡稲築町（現在の嘉麻市）才田に設置されていた、日本国有鉄道（国鉄）漆生線の駅である。
漆生線が油須原線構想に基づいて延伸された際に新設された、ただひとつの駅である。漆生線の廃止に伴い、1986年（昭和61年）4月1日に廃駅となった。漆生線は1つ手前の漆生で上り方面へ折り返す列車が多いダイヤが組まれており、当駅を含む延伸区間に運転される列車は元より少なく、廃駅直前は上下とも3本ずつのみの停車であった。

## 歴史
- 1966年（昭和41年）3月10日：漆生線の漆生駅  - （嘉穂信号場）- 下山田駅間の開通と同時に開業[1]。旅客のみを取り扱う駅員無配置駅[2]。
- 1986年（昭和61年）4月1日：漆生線の全線廃止に伴い、廃駅となる[1]。

## 駅構造
単式ホーム1面1線を有する地上駅で、駅舎はなくホームと待合所のみが設置された無人駅であった。

## 駅周辺
稲築町の南端部に当たり、周囲には田園地帯が広がっていた。
- 沖出古墳

## 遺構
ホームの一部と待合所の屋根が残っている。当駅より漆生側の線路跡は道路となっているが、当駅および当駅から下山田側では線路跡とは別の位置に道路が敷設されており、路盤が残ったままである。

## 隣の駅
日本国有鉄道
漆生線
漆生駅 - 才田駅 - （嘉穂信号場） - 下山田駅